# Dereżyce
Dereżyce (ukr. Дережичі, Dereżyci) – wieś w rejonie drohobyckim obwodu lwowskiego, założona w 1250 r. W II Rzeczypospolitej miejscowość była siedzibą gminy wiejskiej Dereżyce. Wieś liczy 1138 mieszkańców.